# Michail Dawydowitsch Wolpin
Michail Dawydowitsch Wolpin (russisch Михаил Давыдович Вольпин; * 15.jul. / 28. Dezember 1902greg. in Mogiljow, Russisches Kaiserreich; † 21. Juli 1988 in Moskau) war ein sowjetischer Drehbuchautor und Liedtexter.

## Laufbahn
Michail Wolpin wurde im heutigen Belarus geboren. Seine Mutter Anna Borissowna, geb. Schislin, war Lehrerin und hatte am Warschauer Konservatorium studiert. Der Vater Dawyd Samuilowitsch Wolpin, Absolvent der Universität Moskau, arbeitete als Anwalt. Das Paar hatte außerdem eine Tochter namens Nadeschda (1900–1998), die als Dichterin und Übersetzerin bekannt wurde. Der Literaturkritiker und Bibliograph Pawel Isaakowitsch Kalezki (1906–1942) war ihr Cousin.
Wolpin kämpfte im Russischen Bürgerkrieg auf Seiten der Bolschewiki und kam Anfang der 1920er Jahre nach Moskau. Hier trat er zunächst als Autor satirischer Texte und durch seine Mitarbeit an den Rosta-Fenstern in Erscheinung. Von 1921 bis 1927 studierte Wolpin am WChUTEMAS und lernte bei der Rosta Wladimir Majakowski kennen, der für ihn zum Lehrer und Vorbild wurde. Später veröffentlichte er auch in der Zeitschrift Krokodil.
1937 begann Wolpins Zusammenarbeit mit Nikolai Erdmann, die bis zu dessen Tod andauern sollte. Das Verhältnis beider war jedoch zeitweise gespannt, da Erdman seinen jüngeren Kollegen nicht als gleichwertig betrachtete. Das erste gemeinsame Projekt war die Mitarbeit am Drehbuch zu Wolga, Wolga (1938). Kurz darauf entstanden Skripts zu Konzertprogrammen von Leonid Utjossow. Wolpin ging in dieser Zeit auch eine Ehe mit Irina Glebowna Bartenewa (1918–2004) ein, ihr gemeinsamer Sohn Michail kam 1951 zur Welt. Er folgte seinem Vater beruflich.
Kurz vor Ausbruch des Deutsch-Sowjetischen Krieges wurde das Autorenduo, das damals in Wyschni Wolotschok lebte, in das Künstlerensemble des NKWD berufen. Während des Einmarschs der Wehrmacht wohnten beide in Rjasan, wurden jedoch nach Stawropol in eine Spezialeinheit der Roten Armee versetzt. Während eines Aufenthaltes in Saratow trafen sie mit den Darstellern des Moskauer Kunsttheaters zusammen. Es folgte eine erneute Verpflichtung für den NKWD, die bis Kriegsende bestehen blieb. 1948 zogen beide nach Moskau und im selben Jahr entstand im Sojusmultfilmstudio nach ihrem Drehbuch der Animationsfilm Федя Зайцев (Fedja Saizew). Wenig später verfasste Wolpin ohne Erdmanns Beteiligung den Text zu Michail Zechanowskis preisgekröntem Zeichentrickfilm Сказка о рыбаке и рыбке (Skaska o rybake i rybke, 1950), der auf Motiven Alexander Puschkins basierte. 1951 erhielt das Duo für sein Mitwirken an Смелые люди (Smelnyje ljudi, 1950) den Stalinpreis zweiter Klasse.
Wolpin schrieb bis in die 1980er Jahre Drehbücher, Lieder und Gedichte, wobei sich seine Stücke weiterhin vorwiegend an ein junges Publikum richteten. Charakteristisch waren seine Bearbeitungen bekannter Motive aus Folklore und Literatur. Er und Erdmann teilten auch ein Interesse für Pferde und brachten dies des Öfteren in ihre Geschichten ein. Neben seinem kreativen Wirken gab Wolpin auch Kurse für angehende Autoren.
Er starb 85-jährig bei einem Autounfall und wurde auf dem Wwedenskoje-Friedhof, Abschnitt 27, beigesetzt.

## Filmografie (Auswahl)
- 1938: Wolga, Wolga
- 1945: Sei gegrüßt, Moskau (Sdrawstwui, Moskwa)
- 1951: Sportehre (Sportiwnaja tschest)
- 1958: Erzählungen über Lenin (Rasskasy o Lenine)
- 1962: Geschichte eines Verbrechens (Istorija odnogo prestuplenija) Animationskurzfilm
- 1964: Abenteuer im Zauberwald (Morosko) – Regie: Alexander Rou
- 1968: Feuer, Wasser und Posaunen (Ogon, woda i… mednyje truby) – Regie: Alexander Rou
- 1974: Zarewitsch Proscha
- 1977: Wie der dumme Iwanuschka das Wunder suchte (Kak Iwanuschka-duratschok sa tschudom chodil)
- 1979: Die Fledermaus (Letutschaja mysch) (Fernsehfilm)
- 1980: Die Nachtigall (Solowei)
- 1982: Die Prinzessin mit der Eselshaut (Oslinaja schkura)
- 1987: Das Märchen vom verliebten Maler (Skaska pro wljubljonnogo maljara)